# الشاب مومن
الشاب مومن (1968 - Cheb Moumen)  مغني راي، وكاتب كلمات جزائري،  اسمه الكامل: مؤمن خديم، من مواليد مدينة غليزان.
برز اسمه في ثمانينيات القرن العشرين، ويعدّ من رواد أغنية الراي الجزائرية إلى جانب الشاب خالد والشاب مامي والشاب صحرواي وشيخ فتحي وأرمادة من أساطير الراي.

## أعماله
للشاب مومن العديد من الأعمال الفنية، منها:
- رقبت على عيون الزهرة 1988
- حبيتي خديجة
- ما عندي حاجة في الناس
- لاعبها مايعرفناش
- وايتلها يالالا
- قلبي بغا البيضاء
- يا زين
- الريح الغربي
- الغربة

كما أدى مشاركة مع فرقة djam & fam  وكذلك مع Jane Birkin بألبوم arabesque .